# Сарай (Кашкадар'їнська область)
Сарай (узб. Saroy, Сарой) — міське селище в Узбекистані, в Каршинському районі Кашкадар'їнської області.
Статус міського селища з 2009 року.